# Karczówka (Brzeście)
Karczówka – kolonia wsi Brzeście w Polsce, położona w województwie świętokrzyskim, w powiecie jędrzejowskim, w gminie Wodzisław. 
Jedna z dwóch kolonii o nazwie Karczówka w gminie Wodzisław.
W latach 1975–1998 kolonia należała administracyjnie do województwa kieleckiego.